# Гришманов, Иван Александрович
Иван Александрович Гришманов (1906—1979) — советский государственный и партийный деятель. Член ЦК КПСС с 1961 года, депутат Верховного Совета СССР 6—9-го созывов.

## Биография
Родился 4 (17) октября 1906 года в д. Татариново Тверской губернии.
В 1936 году окончил Ленинградский инженерно-строительный институт.
- 1924—1931 — плотник ремонтно-строительной конторы, г. Осташков.
- 1936—1949 — прораб, главный инженер, управляющий трестом.
- 1949—1951 — председатель Кировского райисполкома Ленинграда.
- 1951—1955 — первый заместитель председателя Ленинградского горисполкома.
- 1955—1961 — первый заместитель заведующего, заведующий (с 1956) Отделом строительства ЦК КПСС.
- 1961—1962 — председатель Госстроя СССР.
- 1963—1965 — председатель Госкомитета по промышленности строительных материалов при Госплане СССР.
- С октября 1965 года министр промышленности строительных материалов СССР.

Умер в Москве 7 января 1979 года. Похоронен на Новодевичьем кладбище.

## Награды
- Герой Социалистического Труда (1976)
- три ордена Ленина (1958, 1966, 1976)
- орден Октябрьской Революции
- орден Трудового Красного Знамени
- орден «Знак Почёта» (1942)